# Blackthorne
Blackthorne is een computerspel dat werd ontwikkeld door Blizzard Entertainment en uitgegeven door Interplay. Het spel kwam in 1994 uit voor MS-DOS en SNES. Hierna volgende ook andere homecomputers.

## Achtergrond
Blackthorne speelt zich af op de planeet Tuul, die al honderden jaren bestaat zonder dat de mensen de planeet kennen. Al die tijd werd er op Tuul geregeerd door een enkele sjamaan die "was gezegend met alle kennis". Jaren voordat het spel begint vindt Thoros, de laatste heerser, het bijna onmogelijk om te kiezen tussen zijn twee zonen als de volgende heerser. Om het dilemma op te lossen leidt hij hen naar de woestijnen. Daar doodt hij zichzelf waarbij zijn lichaam verandert in twee stenen, licht en donker. Allebei de zonen krijgen één steen, zodat er twee koninkrijken zijn. De mensen van de Lightstone vormen het koninkrijk van Androth, en de mensen van de Darkstone vormen het koninkrijk van Ka'dra'suul.
Maar terwijl Androth de stenen respecteert, verwerpt Ka'dra'suul deze stenen. Een ka'dra (uit Ka'dra'suul) genaamd Sarlac grijpt de macht en vormt een leger tegen Androth.

## Platforms
| Jaar | Platform         |
| ---- | ---------------- |
| 1994 | DOS, SNES        |
| 1995 | SEGA 32X         |
| 1996 | Macintosh, PC-98 |
| 2003 | Game Boy Advance |
| 2013 | Windows          |

## Ontvangst
| Beoordeeld door             | Platform         | Datum            | Score |
| --------------------------- | ---------------- | ---------------- | ----- |
| All Game Guide              | Macintosh        | 1998             | 80%   |
| GameZone                    | Game Boy Advance | 23 oktober 2003  | 72%   |
| Game Over Online            | Game Boy Advance | 16 januari 2004  | 70%   |
| GameSpot                    | Game Boy Advance | 11 november 2003 | 70%   |
| Techtite                    | DOS              | 2000             | 60%   |
| GameSpy                     | Game Boy Advance | 9 oktober 2003   | 60%   |
| PC Fun                      | DOS              | november 1994    | 55%   |
| Gamers Europe               | Game Boy Advance | 3 oktober 2003   | 55%   |
| PC Format (GB)              | DOS              | december 1994    | 53%   |
| Computer Gaming World (CGW) | DOS              | januari 1995     | 40%   |